# 353
353 (CCCLIII) var ett normalår som började en fredag i den julianska kalendern.

## Händelser

### Okänt datum
- Constantius II besegrar usurpatorn Magnentius i slaget vid Mons Seleucus.
- Constantius II skickar Paulus Catena att krossa anhängare till Magnentius i Britannien.
- Constantius II blir ensam romersk kejsare.

## Avlidna
- 10 augusti – Magnentius, romersk usurpator (självmord)
- 18 augusti – Magnus Decentius, caesar under Magnentius (självmord)